# Bychawa
Bychawa je město ve východním Polsku v okrese Lublin v Lublinském vojvodství. Je sídlem stejnojmenné městsko-vesnické gminy. V roce 2021 zde žilo 4 757 obyvatel.

## Historie
První písemná zmínka o místě pochází z roku 1325. Ve vsi byla farnost sv. Patra a Pavla a patřila k majetku rodiny Dołegów. V roce 1537 udělil polský král Zikmund I. obci městská práva podle magdeburského vzoru. V roce 1639 zde byl vysvěcen kostel sv. Jana Křtitele. Při třetím dělení Polska město připadlo Rakousku. V roce 1809 se Bychawa stala součástí Varšavského knížectví a v roce 1815 součástí Kongresovky. V roce 1869 Bychawa přišla o svá městská práva poté, co car Alexandr II. v reakci na lednové povstání zredukoval počet měst na polském území. V roce 1906 byl v Bychawě založen sbor dobrovolných hasičů. Po první světové válce se obec stala opět součástí obnoveného Polska. V září 1939 byla Bychawa obsazena Wehrmachtem a krátce poté zde bylo zřízeno židovské ghetto. To bylo zrušeno v létě 1942 a zhruba 2500 jeho obyvatel bylo deportováno. V červenci 1944 obec osvobodila Zemská armáda. V roce 1956 se Bychawa stala sídlem okresu a o dva roky později získala opět statut města. Po správní reformě v roce 1975 přestala být Bychawa okresním městem.

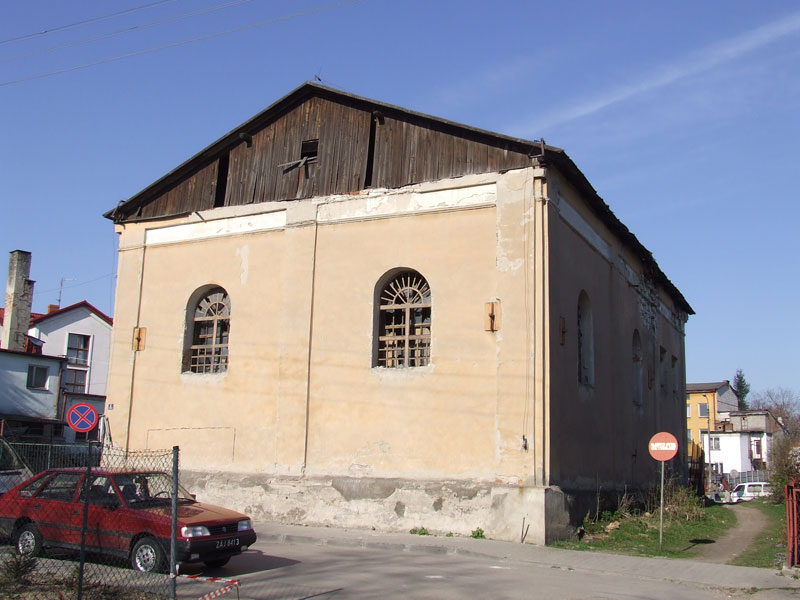
Synagoga.

## Pamětihodnosti
- Kostel sv. Jana Křtitele z roku 1639, později přestavovaný
- Starý a nový židovský hřbitov
- Synagoga z roku 1810
- Dřevěná zvonice z roku 1862

## Partnerská města
- La Chapelle-sur-Erdre, Francie
- Korec, Ukrajina